# Cistus monspeliensis
Cistus monspeliensis är en solvändeväxtart som beskrevs av Carl von Linné. Cistus monspeliensis ingår i släktet Cistus och familjen solvändeväxter. Inga underarter finns listade i Catalogue of Life.

## Bildgalleri

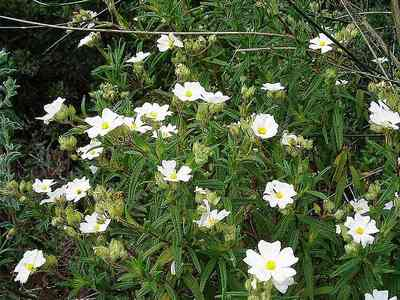
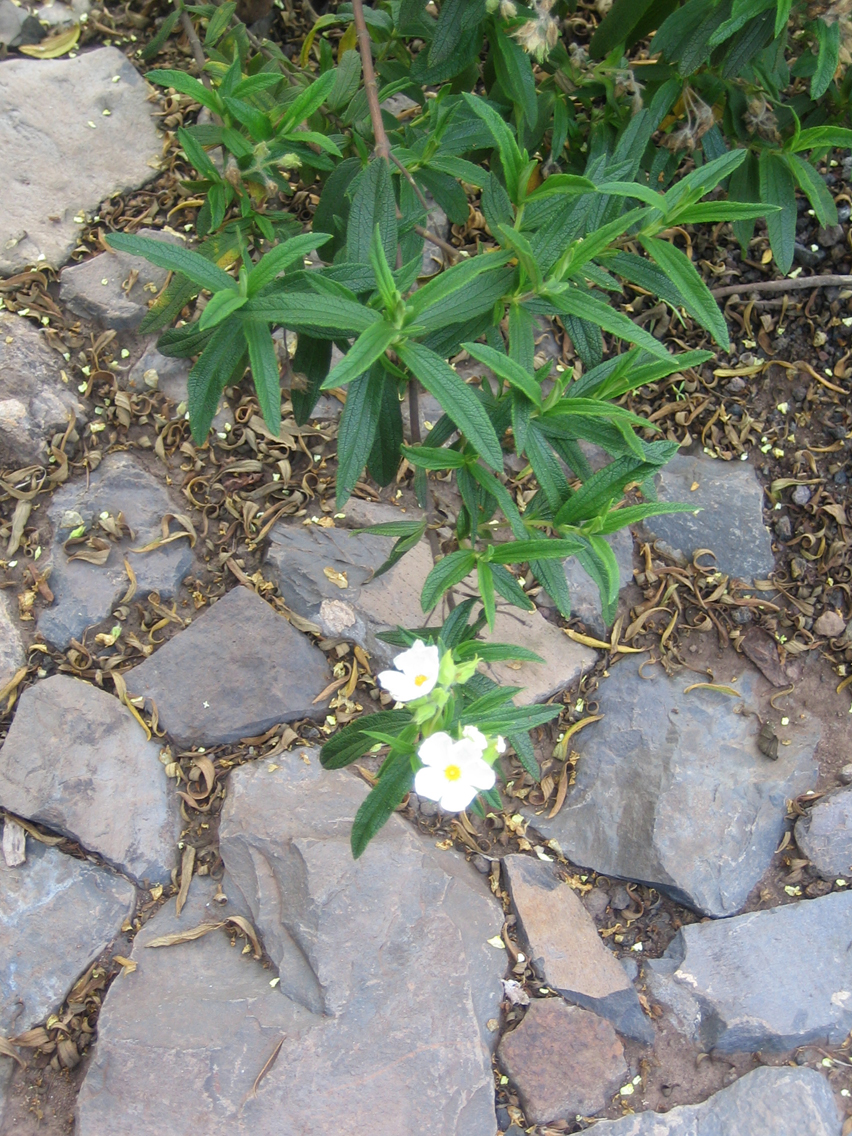
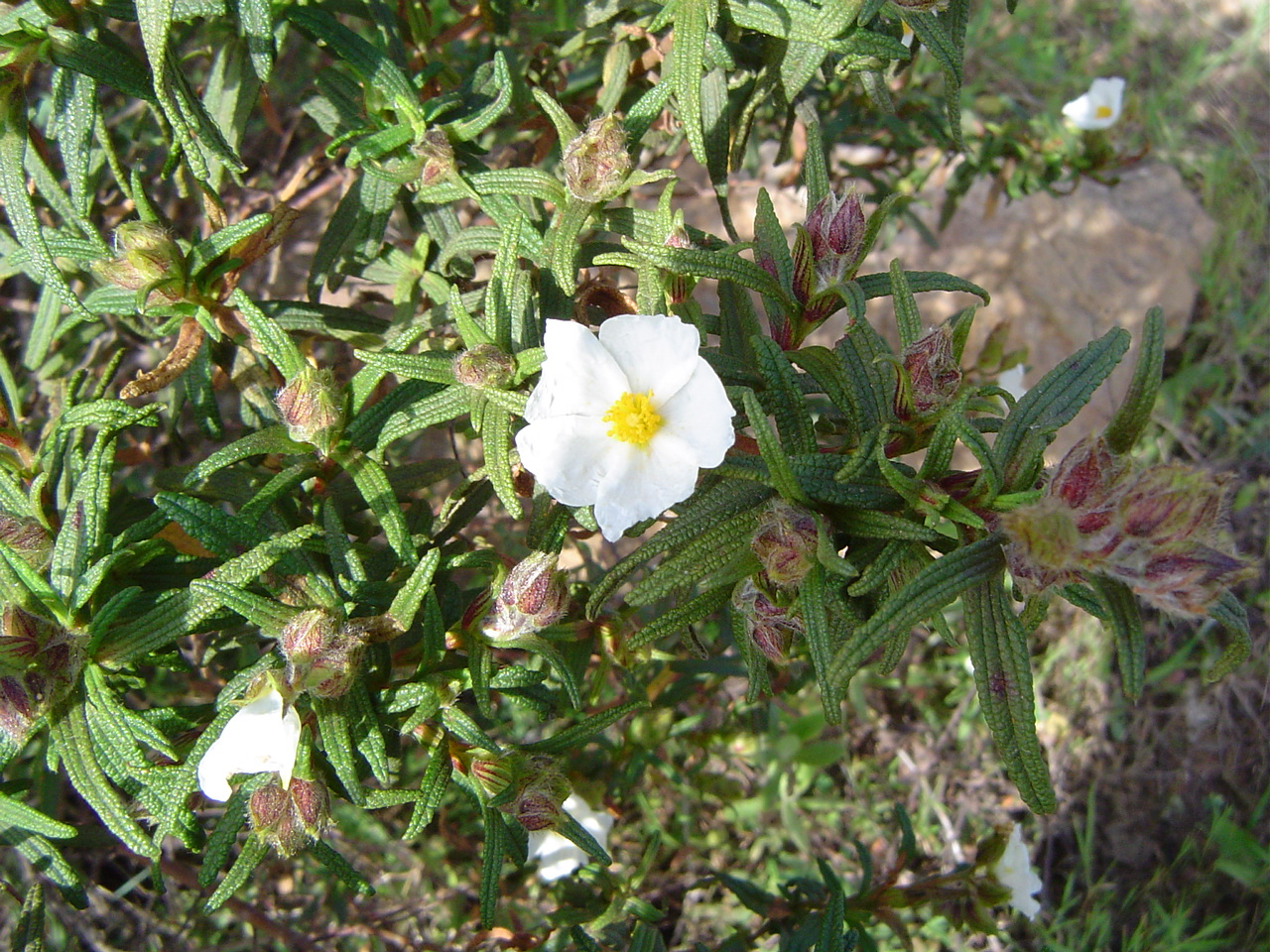
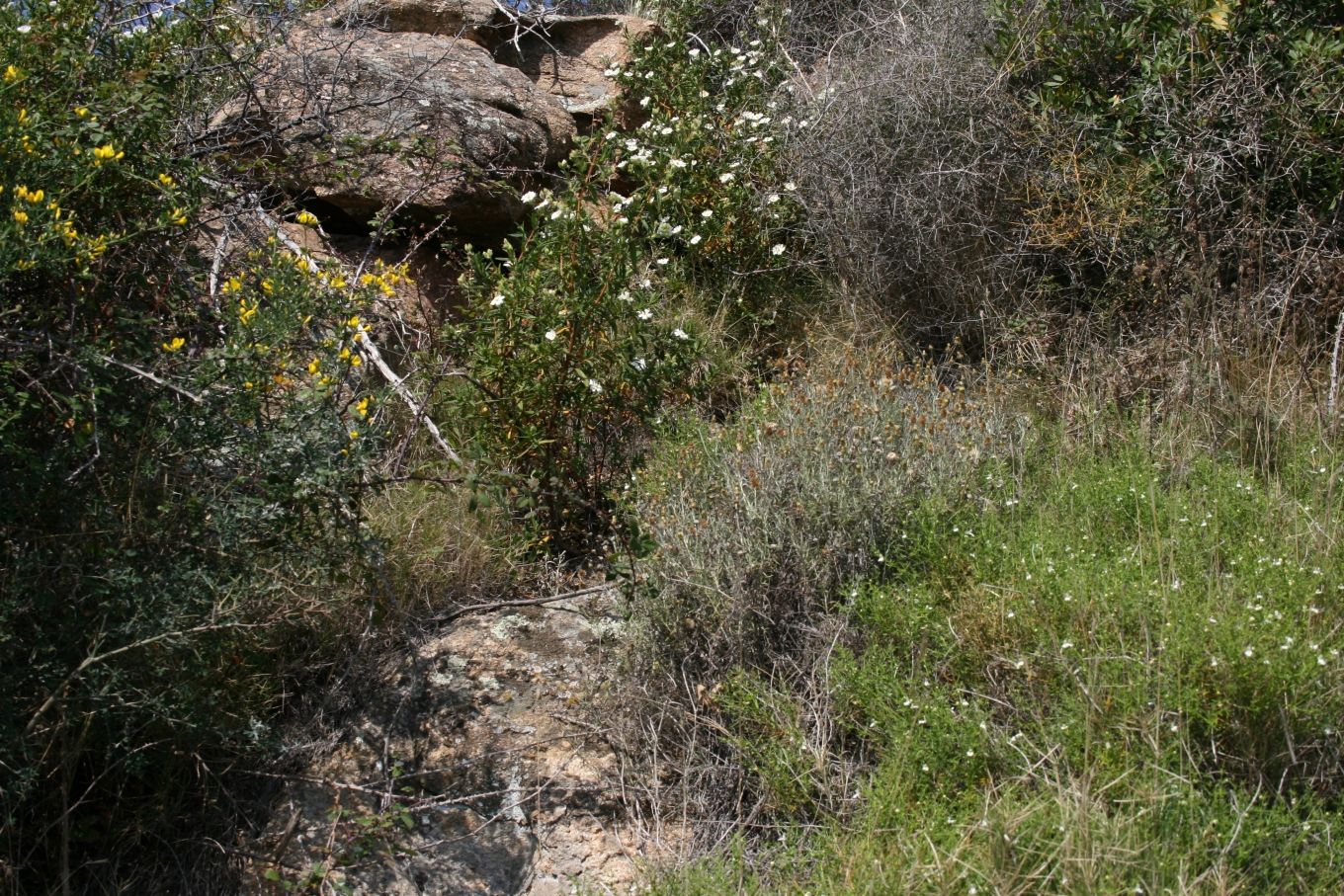
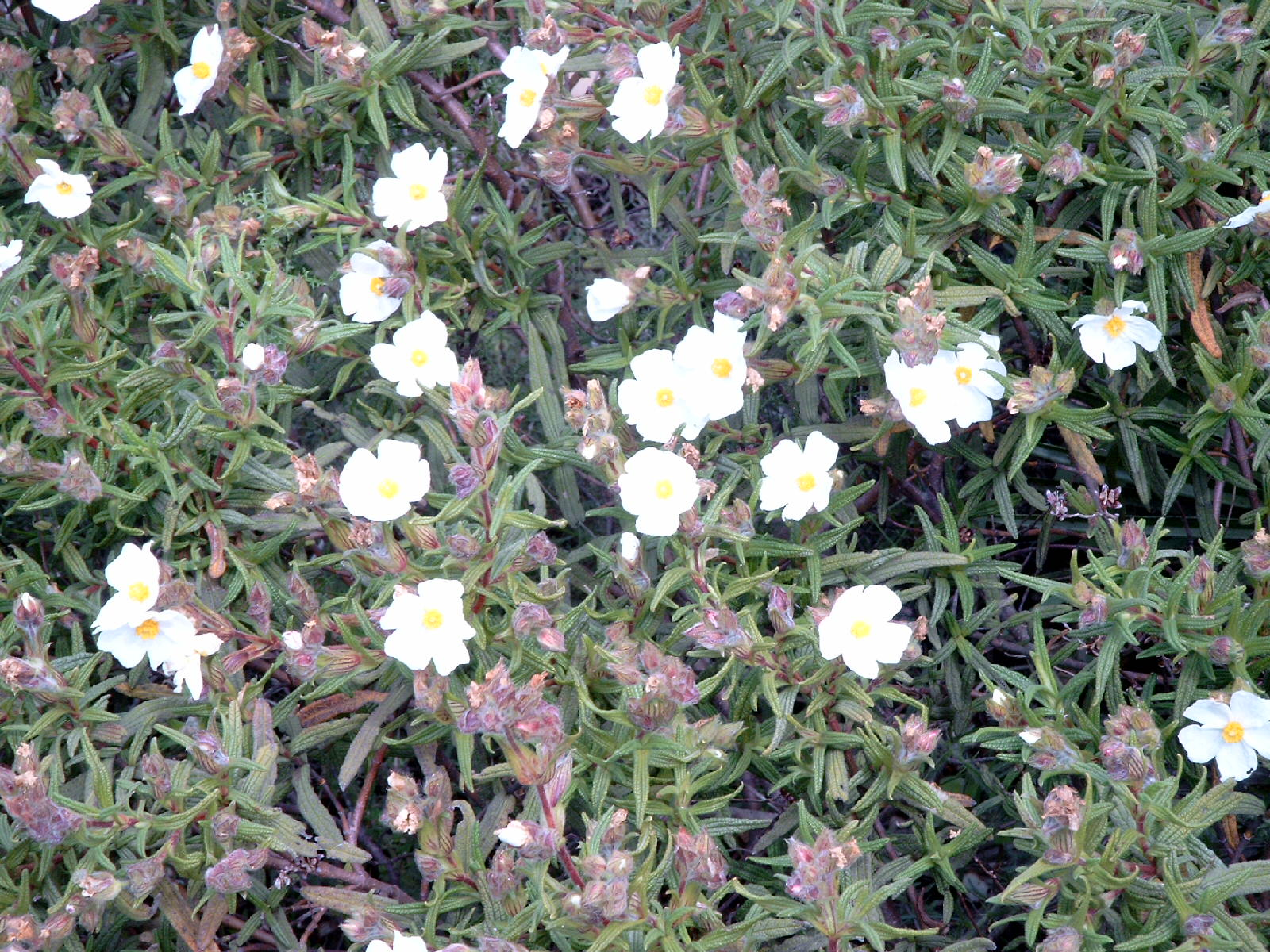
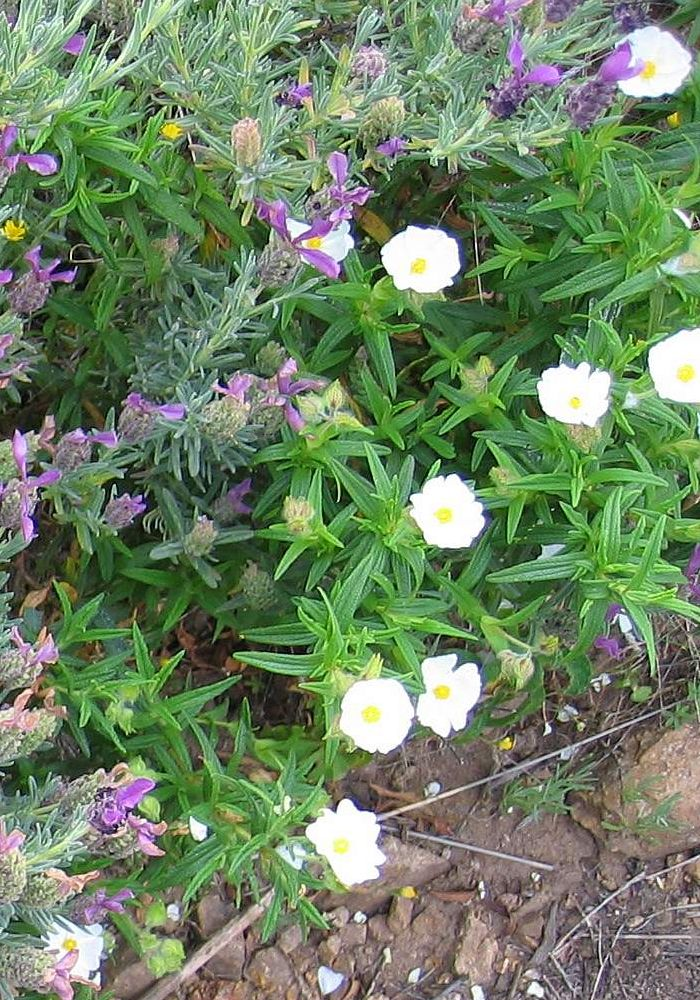